# Holcopasites cazieri
Holcopasites cazieri är en biart som beskrevs av Hurd och Linsley 1972. Holcopasites cazieri ingår i släktet Holcopasites och familjen långtungebin. Inga underarter finns listade i Catalogue of Life.